# Marzanna Poniatowicz
Marzanna Poniatowicz (ur. 28 marca 1963) – profesor nauk społecznych, polska ekonomistka, nauczyciel akademicki.

## Życiorys
Jest absolwentką Filii Uniwersytetu Warszawskiego w Białymstoku. Pracę doktorską obroniła w 1995 na Wydziale Ekonomicznym Filii Uniwersytetu Warszawskiego w Białymstoku. W lipcu 2006 r. uzyskała stopień naukowy doktora habilitowanego nauk ekonomicznych (specjalność: finanse). W listopadzie 2019 r. uzyskała tytuł naukowy profesora nauk społecznych.  
Jest profesorem w Uniwersytecie w Białymstoku, kierownikiem Katery Finansów oraz kierownikiem Zakładu Finansów  Publicznych na Wydziale Ekonomii i Finansów Uniwersytetu w Białymstoku. W latach 2019-2024 - dziekan Wydziału Ekonomii i Finansów, w  latach 2016-2018 - Dziekan Wydziału Ekonomii i Zarządzania, w latach  2005–2008 - Prodziekan ds. Studiów Dziennych na Wydziale Ekonomii Uniwersytetu w Białymstoku.  
Jej obszar zainteresowań naukowych i specjalizacji obejmuje problematykę finansów publicznych, ze szczególnym uwzględnieniem finansów sektora samorządowego, federalizmu fiskalnego, decentralizacji fiskalnej oraz lokalnego długu publicznego. Autorka około 170 publikacji z zakresu finansów  publicznych, ze szczególnym uwzględnieniem finansów jednostek samorządu terytorialnego. 
Członek i wiceprzewodnicząca Rady Naukowej Polskiego Towarzystwa Ekonomicznego (kadencja 2021-2026); członek Polskiego Stowarzyszenia Finansów i Bankowości. 

## Wybrane publikacje
- Marzanna Poniatowicz, Aktualne problemy i wyzwania finansów samorządu terytorialnego w Polsce, w: Cezary Trutkowski, Joanna Podgórska-Rykała (red.), Potrzeba zmian w samorządzie terytorialnym, Wydawnictwo Naukowe Scholar, Warszawa 2023, s. 187-208.
- Leszek Patrzałek, Marzanna Poniatowicz, Beata Guziejewska, Sławomira Kańduła, Od rozwoju do erozji finansów samorządu terytorialnego w Polsce, Wydawnictwo Uniwersytetu Ekonomicznego we Wrocławiu, Wrocław 2022, s. 1-181.
- Leszek Patrzałek, Marzanna Poniatowicz, Beata Guziejewska, Sławomira Kańduła, Nierówności fiskalne w samorządzie terytorialnym, Wydawnictwo Uniwersytetu Ekonomicznego we Wrocławiu, Wrocław 2019, s. 1-190.
- Marzanna Poniatowicz. Koncepcja federalizmu fiskalnego w systemie finansów samorządu terytorialnego. Warszawa: CeDeWu, 2018, s. 1-320.
- Marzanna Poniatowicz, Paweł Konopka, Agnieszka Piekutowska, Towards a Comprehensive Evaluation of Decentralization: A Multidimensional Insight of OECD Countries, "Technological and Economic Development of Economy" 2024, tom 30, nr 6, DOI: 10.3846/tede.2024.21518, s. 1652–1681.
- Marzanna Poniatowicz, Anna Wildowicz-Szumarska, The Increasing Importance of Intergovernmental Transfer Revenue in Local Finance in Poland and the Flypaper Effect, "Lex Localis-Journal of Local Self-Government" 2024, Vol. 22 No. 3, DOI: 10.52152/22.3.89-117(2024), s. 89-117.
- Marzanna Poniatowicz, Decentralizacja oraz autonomia finansowa i podatkowa samorządu terytorialnego jako fundamenty federalizmu fiskalnego, w: Jolanta Szołno-Koguc (red.), Finanse samorządowe, Polska Akademia Nauk, Warszawa 2023, s. 27-52, link: https://publikacje.pan.pl/chapter/128586/rozdzial-2-decentralizacja-oraz-autonomia-finansowa-i-podatkowa-samorzadu-terytorialnego-jako-fundamenty-federalizmu-fiskalnego-br
- Marzanna Poniatowicz, Fiscal Federalism and the Covid-19 Crisis: Theoretical Aspects and Poland's Experience, "Studies in Logic, Grammar and Rhetoric" 2022, Vol. 67(80), DOI: https://doi.org/10.2478/slgr-2022-0026,  s. 517-546.
- Marzanna Poniatowicz, Maria Jastrzębska, Zadłużenie jednostek samorządu terytorialnego i jego determinanty, "studia BAS" 2021, nr 4 (68), s. 147-170, link: https://orka.sejm.gov.pl/WydBAS.nsf/0/F44391B50C2C31A7C12587CA002EBC9D/$file/8.Poniatowicz_Jastrzebska.pdf
- Marzanna Poniatowicz, Dorota Wyszkowska. Disfunction of Fiscal Equalization Mechanisms in the System of Local Government Finances in Poland. „Lex Localis-Journal of Local Self-Government”. 13 issue 4, s. 1019-1045, 2015.
- Marzanna Poniatowicz. Determinanty autonomii dochodowej samorządu terytorialnego w Polsce. „Nauki o Finansach Financial Sciences”. 1(22), s. 11-30, 2015.
- Marzanna Poniatowicz, Wpływ kryzysu gospodarczego na systemy finansowe jednostek samorządu terytorialnego. Na przykładzie największych miast w Polsce, Wydawnictwo CeDeWu, Warszawa 2014, s. 1-235.
- Marzanna Poniatowicz, Dorota Perło, Joanna M. Salachna: Efektywne zarządzanie długiem w jednostce samorządu terytorialnego. Warszawa: Oficyna a Wolters Kluwer business, 2010, s. 1-288.
- Marzanna Poniatowicz: Dług publiczny w systemie finansowym jednostek samorządu terytorialnego (na przykładzie miast na prawach powiatu). Białystok: Wydawnictwo Uniwersytetu w Białymstoku, 2005, s. 1-371.